# Langstonia
Langstonia (nombre que significa "[cocodrilo de] Langston" en honor del paleontólogo estadounidense Wann Langston, Jr.) es un género extinto de crocodilomorfo notosuquio perteneciente a la familia de los sebécidos que vivió durante el Mioceno medio (específicamente durante la edad-mamífero del Laventense) en el norte de América del Sur. Solo comprende a una especie, L. huilensis.

## Historia

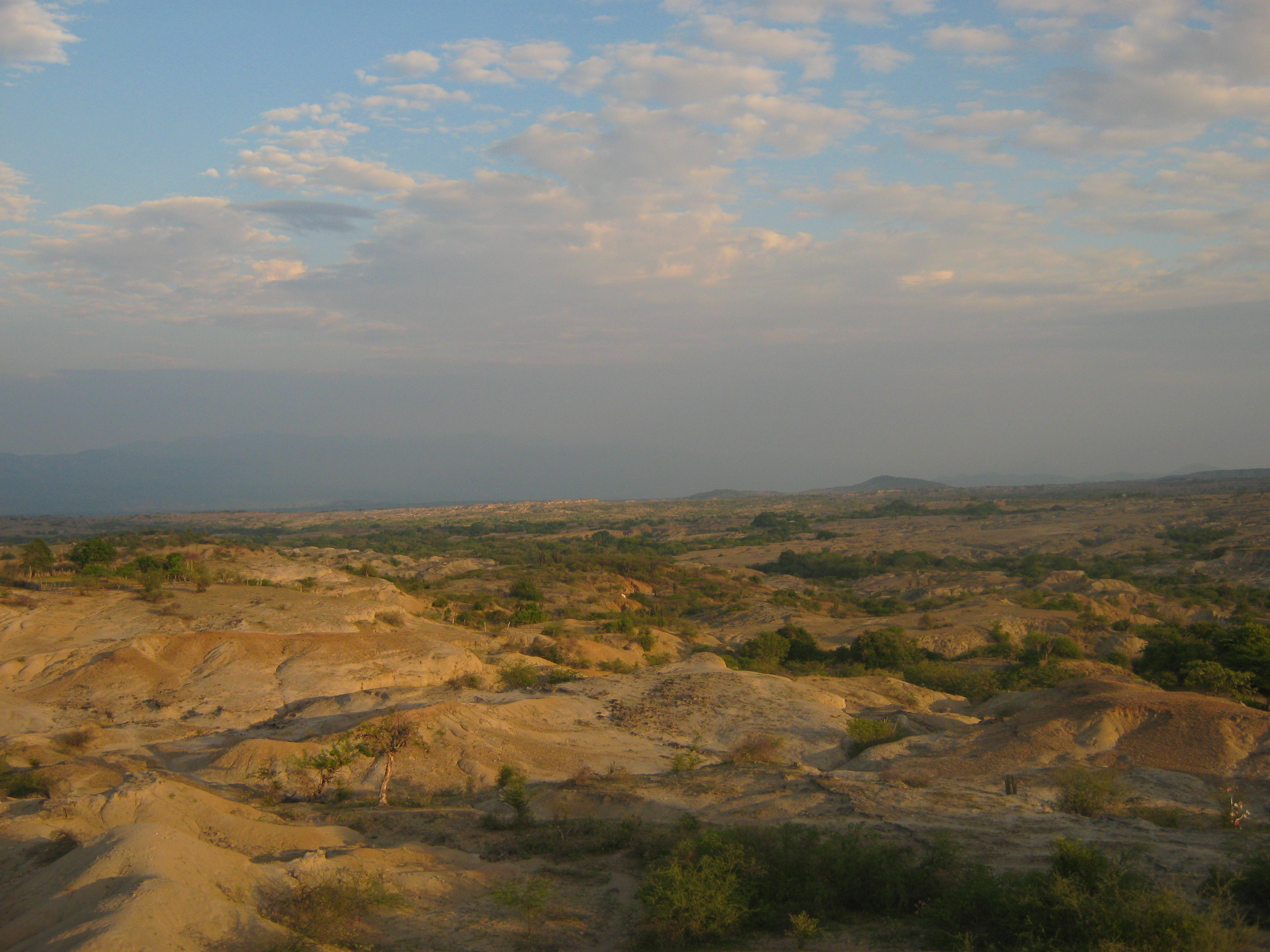
El desierto de la Tatacoa, en el cual se han descubierto numerosos fósiles del Mioceno, incluyendo a Langstonia.

Los primeros restos de esta especie fueron descubiertos en el departamento del Huila en Colombia, durante una salida de campo realizada por el paleontólogo estadounidense Robert Stirton, junto al geólogo español José Royo y Gómez, en la zona conocida como el desierto de la Tatacoa en la localidad V-4517, caracterizada por sedimentos de arcilitas grises que se superponen a areniscas de concreción en el Grupo Honda, que forma parte de lo que se conoce como la fauna de La Venta, en una localidad designada como las "capas de monos" (Monkey Beds), en el año de 1945. Muchos de los restos descubiertos serían luego enviados a las colecciones del Museo de Paleontología de la Universidad de California en Berkeley (UCMP, por sus siglas en inglés), en donde aún son conservados. La descripción de los especímenes de sebécido no llegaría sino hasta 1965, cuando el estadounidense Wann Langston, Jr. publicó su monografía Fossil Crocodylians from Colombia ("crocodilianos fósiles de Colombia"), en que realizó un detallado análisis de los varios fósiles de este grupo en Colombia, incluyendo los restos de otras especies como Purussaurus neivensis, Mourasuchus atopus, Gryposuchus colombianus y Charactosuchus fieldsi (además de un posible dirosáurido). En cuanto al material de sebécido, elige como holotipo de una nueva especie a un fragmento de hueso dentario, el espécimen UCMP 37877, a la cual denomina Sebecus huilensis; de esta manera amplía el rango temporal de este género y la propia familia, hasta entonces conocidos solo de restos del Eoceno de Argentina. Langston le da una nueva especie a los restos tomando en consideración que aparte de ser mucho más recientes, el fragmento de dentario es 68% mayor que el de la especie argentina, S. icaeorhinus, y proporcionalmente más delgado, con dientes más recurvados y más comprimidos lateralmente. Adicionalmente Langston refiere una serie de dientes zifodontes hallados en el área a esta especie, junto a algunos dientes que refiere como parecidos pero que clasifica de manera general a Sebecus sp., los cuales no proceden del Mioceno sino del Eoceno, hallados en el departamento de Santander, en Colombia.
Posteriormente Éric Buffetaut y Robert Hoffstetter (1977) reportarían en la formación de Ipururo en la región amazónica de Perú la presencia de un enorme resto craneal parcial (área del hocico) a esta especie; si bien también coincide en edad con S. huilensis, se diferencia por su tamaño mayor y sus proporciones más robustas.
Arthur Busbey (1986) más tarde reportaría nuevos restos de la especie también procedentes de la "capa de monos" de Huila en Colombia, esta vez un fragmento de premaxilar, más pequeño que el de S. icaeorhinus, e igualmente delgado; describió además los primeros restos del hueso yugal, el suspensorio y la articulación retroarticular en la mandíbula, y un fragmento de escudo óseo (osteodermo), los cuales fueron los primeros conocidos para esta familia. Busbey asimismo descartaría la pertenencia del fósil peruano a S. huilensis, basándose en su anatomía singular, con dientes menos espaciados y un hocico más ancho.
Langston, junto a la paleontóloga argentina Zulma Gasparini, volvería a reportar nuevos restos de la especie en una contribución sobre crocodilomorfos fósiles de Colombia para el volumen Vertebrate Paleontology of the Neotropics: The Miocene Fauna of La Venta (1997). En este caso se trataría de nuevos especímenes de dientes, un premaxilar algo más completo, un fragmento anterior del dentario, y dos vértebras: una sacral y otra caudal anterior, que también eran desconocidas para este grupo. Los especímenes descubiertos en esta ocasión fueron depositados en el Museo Geológico de Ingeominas (nombre anterior del Servicio Geológico Colombiano).
Por otra parte, los venezolanos Alfredo Paolillo y Omar Linares (2007) describieron un nuevo género del Mioceno medio de gran tamaño, Barinasuchus de Venezuela. En su artículo consideraron que los rasgos de dos de las especies de Sebecus, S. huilensis y S. querejazus del Paleoceno de Bolivia, además de su distribución temporal justifican la creación de géneros separados para ambos: a la especie colombiana se le da el nombre de Langstonia, en homenaje de su descriptor inicial y por sus "(..) avances en el conocimiento de los cocodrilos del Terciario de Colombia en particular y de América del Sur en general", mientras que S. querejazus es renombrado como Zulmasuchus, si bien algunos autores (Pol 2011, Pol 2012, Cavalho et al. 2010) aún mantienen a ambas especies dentro de Sebecus. Paolillo y Linares además clarificaron el estatus del fósil peruano antes asignado a la especie, asignándolo a Barinasuchus, si bien se debe señalar, que esto no descarta su presencia en áreas más meridionales; en la zona de la Amazonia peruana conocida como el Arco Fitzcarrald se ha encontrado un diente característicamente aplanado del Mioceno medio, asignado por tanto a Langstonia.
Finalmente, un fósil de un premaxilar y un fragmento de maxilar hallado en la cuenca de Itaboraí en Brasil que data del Paleoceno medio (y en donde se han hallado otros fósiles de sebécidos), ha sido clasificado como afín a esta especie, bajo el nombre de Sebecus cf. huilensis, cuyos rasgos generales son muy similares a Langstonia, lo que sugiere que este último forma parte de un linaje de sebécidos con un extenso registro temporal y geográfico.

## Especímenes conocidos
Aquí se presentará una lista de los especímenes asignados a la especie, con una breve descripción. Se agrupan según la institución en que estén preservados:

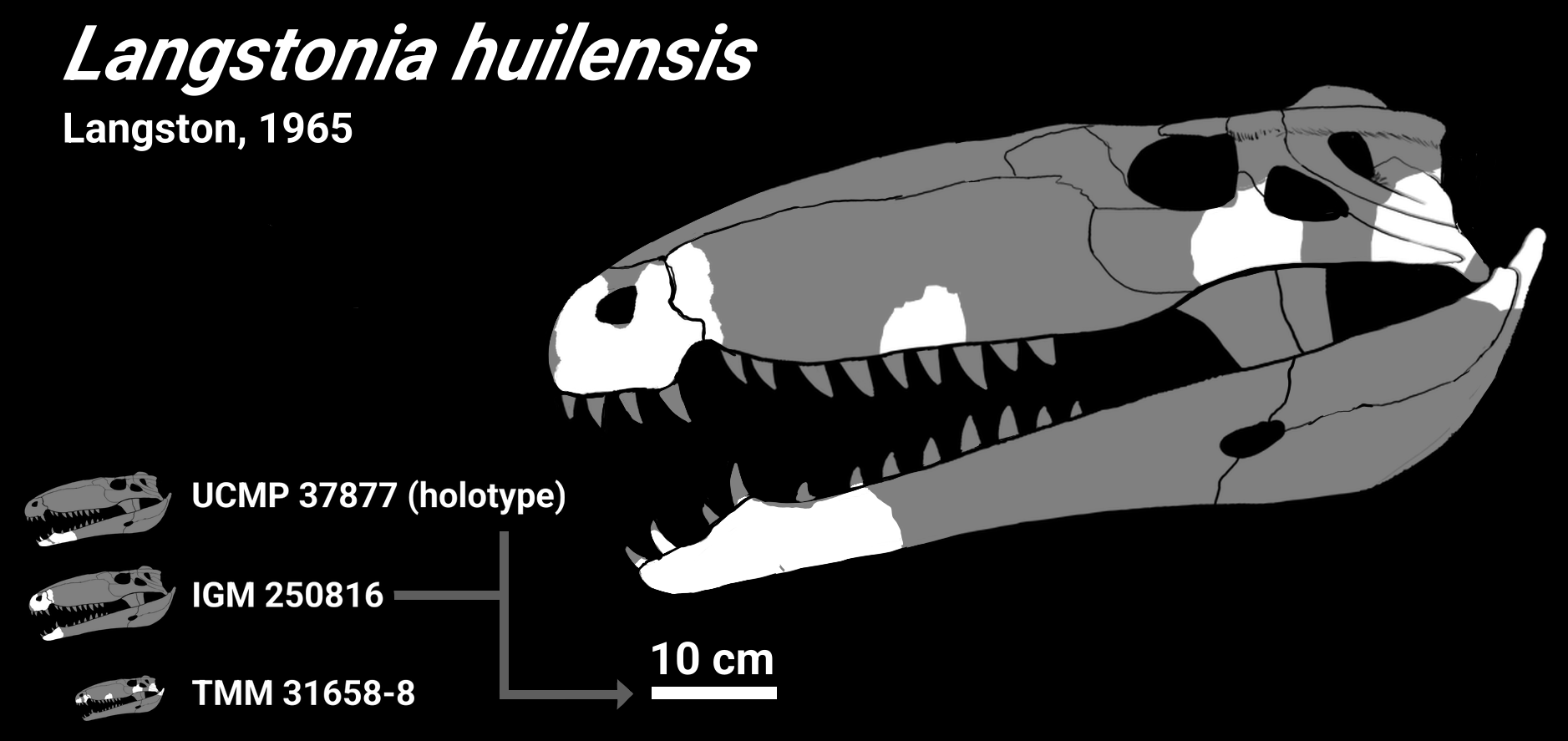
Diagrama del cráneo, mostrando los especímenes conocidos

### Museo de Paleontología de la U. de California
No todos los materiales pertenecientes a esta colección fueron asignados a Langstonia huilensis, pero son incluidos en razón de su morfología similar. 
- UCMP 37877: La parte anterior de un hueso dentario derecho que preserva la sínfisis mandibular, con seis alvéolos dentales de los cuales cinco poseen dientes rotos, recolectados en 1945 en la localidad V-4517. Este elemento mide 189.0 milímetros de longitud, siendo 68% mayor que el espécimen tipo de Sebecus icaeorhinus. Sus dientes están bastante comprimidos lateralmente y posee un primer diente orientado hacia adelante, el segundo se dirige hacia arriba y el tercero también se inclina, mientras que los demás son verticales; los primeros dientes poseen una amplia separación entre ellos (diastema). La sínfisis se extiende más allá del sexto diente, mientras que las superficie del hueso es más lisa que en S. icaeorhinus.[12]
- UCMP 41308: Base de un diente del Eoceno Superior, procedente de la localidad V-4620 (fauna Tama, departamento de Santander, de la Formación Mugrosa). Mide 14.2 milímetros de diámetro en la base.[13]
- UCMP 44562: Diente del Oligoceno tardío, hallado en la fauna de Coyaima, localidad V-4411. Mide 22.5 mm de altura en la corona.
- UCMP 40186: Diente alargado, delgado y comprimido lateralmente, con una leve curvatura, intermedio en tamaño entre 44561 y el resto de dientes reportados, con sierras más grandes (3 por cada milímetro; en Langstonia típicamente son de 4 a 6 por milímetro).
- UCMP 40220: Un diente de gran tamaño, de la localidad V.4523, mide unos 42.4 milímetros de altura.[14]
- UCMP 44563: Un fragmento de la corona dental, encontrado en la localidad V-4528; mide 16.3 mm en la base de la corona.[14]
- UCMP 44561: El mayor fragmento de corona dental reportado de La Venta, de la localidad V-4528. Alcanza hasta 20.5 mm de altura, pero su base es mucho más ancha que otros dientes, llegando a 23.8 mm. Aparte de su tamaño, tres veces mayor que el de los dientes del holotipo de la especie, este diente se caracteriza por una punta roma, bordes relativamente rectos y un perfil tranverasal de forma más oval, con sierras pequeñas. Podría no corresponder a Langstonia.[4]
- UCMP 44566: Es el menor de los dientes reportados por Langston (1965). Recuperado en la localidad V-4421, mide apenas 6.1 mm de anchura en la base.[14]

### Museo Memorial de Texas (TMM)
- TMM 41658-8: Incluye un fragmento anterior del premaxilar izquierdo, un fragmento medio del maxilar izquierdo, un fragmento del hueso esplenial izquierdo, una parte posterior del hueso suspensorio izquierdo formado por partes del cuadratoyugal, el hueso cuadrado, el opistótico y el escamosal, un yugal parcial izquierdo, los procesos retroarticulares izquierdo y derecho (parciales) de la mandíbula y un fragmento de un osteodermo. Estos fragmentos fueron recuperados en 1976 en la localidad "Monkey Pod" de La Venta (Miembro Baraya de la Formación Villavieja) por el dr. Ernest Lundelius Jr.[15]

### Museo de Geología delServicio Geológico Colombiano(IGM)
- IGM 250816: Hallado en la localidad Duke 57 en la formación Villavieja, consiste de un premaxilar derecho y parte del maxilar, la parte anterior del dentario izquierdo, parte del borde dorsal de un rostro y dos vértebras. El premaxilar mide 12,8 cm de longitud, es alto y delgado comparado con el de S. icaeorhinus, estando cubierto de estrías finas en su superficie externa. Posee tres alvéolos dentales en el premaxilar, desde el borde del segundo diente al cuarto, el cual está particularmente agrandado, siendo el doble del tercero (al revés que en S. icaeorhinus), mientras que los dos primeros dientes debieron ser pequeños.[16] Tras el cuarto diente del premaxilar hay un espacio o diastema en que encajaba el cuarto diente inferior, que sobrepasaría los 3.5 centímetros; posee un paladar muy estrecho, una abertura nasal lateral y sin una depresión alrededor suave.[17] El dentario es alto, con cuatro alvéolos, dos de ellos proyectándose hacia adelante y un tercero y cuarto más rectos, siendo este último el mayor. Las vértebras asociadas son una del sacro, de tipo anficélico con una costilla del sacro adherida, con una espina neural ancha y rectangular; mide 10.7 cm de alto por 5.5 cm de ancho, mientras que se estima que las costillas sacrales debieron tener 10 cm de ancho en su extremo posterior. La otra vértebra es una caudal anterior, tal vez la primera, con una espina neural incompleta, con un canal neural muy amplio, y mide 2.8 cm de ancho por 2.1 de alto.[18]

- IGM 184427: Un diente hallado en la localidad Duke 91. La corona de este es el doble de alta que de ancha, alcanzando 36 mm de altura y 17 de anchura.[18]
- IGM 250541: Diente procedente de la localidad Duke 196. Está incompleto y desgastado, pero se parece al diente UCMP 40186. Mide 39 mm de altura por 27 de ancho.[19]
- IGM 250427: Un diente de la localidad Duke 106. También está incompleto, pero sus medidas (52 mm de altura por 30 mm de ancho) lo conviertene en el mayor diente reportado para un sebecosuquio en Colombia.[19]
- IGM 184378: Diente de la localidad Duke 40. Mide 30 mm de altura por 17 de ancho.[20]
- IGM 184165: Un diente de la localidad Duke 41, probablemente correspondiente a un diente maxilar derecho anterior, mide 20 mm de altura en la corona y 12 en la base, mientras que su raíz tiene una longitud equivalente a 2.5 veces la altura de la corona. A diferencia de otros dientes de L. huilensis, tiene un leve surco en la base de la corona del diente, en el lado interno del mismo.[20]

### Departamento de Paleontología de Vertebrados,Museo de Historia Natural, Universidad Nacional Mayor de San Marcos
- MUSM 912: Un único diente hallado en el área del Arco Fitzcarrald en las localidades de Inuya y Mapuya en la zona amazónica de Perú; su tamaño y forma son indistinguibles de los de L. huilensis.[10]

### Museu de Ciências da Terra, Río de Janeiro
- MCT 1795-R / 1796-R: Consiste de material de sebécido hallado en la cuenca de Itaboraí en el estado de Río de Janeiro en Brasil. Incluye un premaxilar izquierdo completo con un diente preservado, y una pieza del maxilar izquierdo con dos alvéolos. Al tener dientes muy aplanados y espaciados se parece notablemente a Langstonia, siendo clasificado provisionalmente como Sebecus cf. huilensis.[21]

## Paleobiología

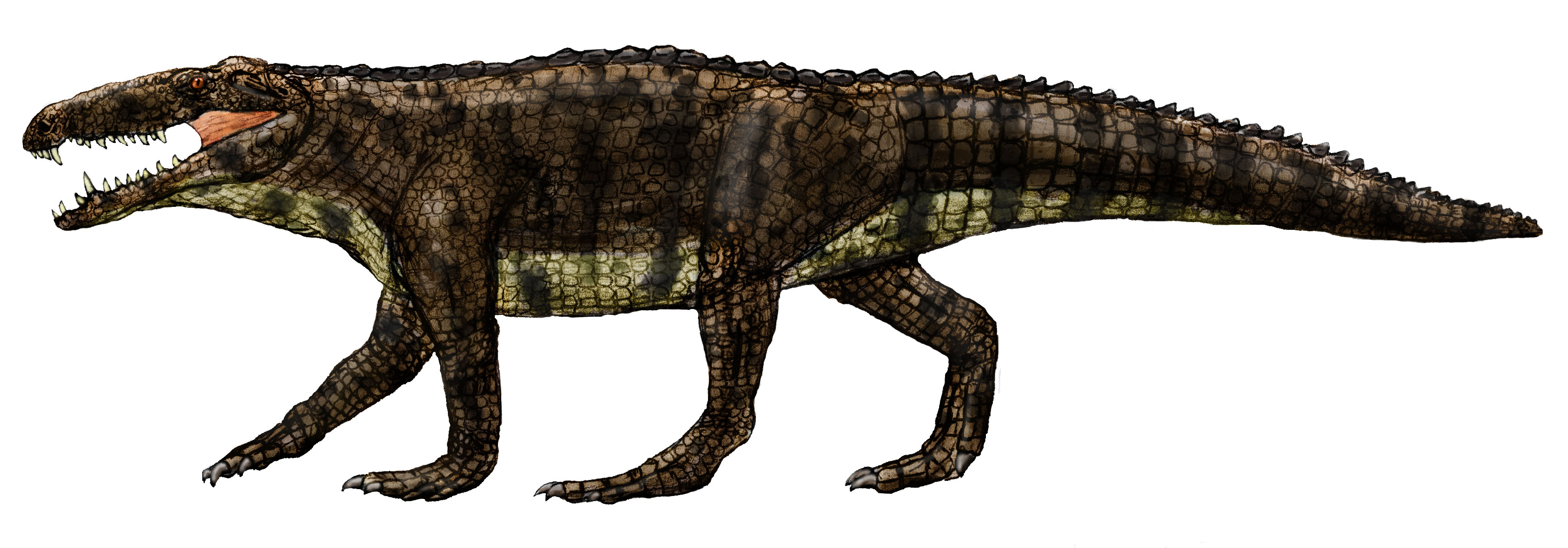
Reconstrucción en vida de Langstonia.

Debido a lo fragmentario de los restos conocidos en general para esta familia, solo se pueden describir algunos aspectos generales sobre el aspecto y la biología de Langstonia. Como se mencionó anteriormente, el fósil tipo de la especie es de mayor tamaño que el de Sebecus icaeorhinus, con mandíbulas y dientes aún más aplanados, si bien sus proporciones generales recuerdan a esta especie, de lo que se deduce que su cráneo sería también alto y aplanado lateralmente, en contraste con los cocodrilos modernos, que poseen generalmente un cráneo aplanado horizontalmente y con dientes cónicos. Los dientes son del tipo zifodonte, muy aplanados en sus lados, ligeramente curvados hacia atrás y con los bordes aserrados con pequeños dentículos (entre 5 a 6 dentículos por cada milímetro en los dientes de este género) y además sin ningún tipo de surcos en su superficie. Este tipo de dientes se halla en los parientes cercanos de los sebécidos, los peirosáuridos y los baurusúquidos del Cretácico, así como ciertos cocodrilianos del Cenozoico como los pristicámpsidos y algunos mekosuquinos. Estas formas eran animales terrestres que usaban su dentadura para cortar y despedazar a sus presas, ya que el método tradicional de captura de los cocodrilos, usar su presión para retener y ahogar a sus víctimas es inviable en el medio terrestre; estos crocodilomorfos también poseían extremidades más alargadas y espaldas rígidas, ideales para sostener su peso y dar fuerza al correr. Langston ya había sugerido que estos dientes indican que eran animales terrestres, distintos a las de las especies actuales y de sus contempóráneos miocénicos, que en el mundo moderno solo se asemejarían vagamente a los hábitos menos acuáticos del género de caimanes Paleosuchus, que poseen un hocico más alto y un mayor grado de osificación en torno a la órbita ocular, que lo asemejan parcialmente a los sebécidos; Busbey sugirió que el hecho de que su cráneo fuera alto implicaba que estos animales no buscarían ejercer presión durante la mordida indefinidamente, sino producir cortes para luego retroceder rápidamente, de modo que el desangramiento debilitara a sus presas lentamente hasta poder devorarlas, en forma similar al actual dragón de Komodo, adoptando por tanto una estrategia de caza al acecho en zonas en que sus presas transitaran con frecuencia.
En la fauna de La Venta se constata que aunque hubo algunos mamíferos depredadores (perteneciente al grupo de los esparasodontes, como Lycopsis longirostrus y Dukecynus) ninguno de los conocidos se equiparaba en tamaño a los crocodilomorfos coetáneos, incluyendo a Langtonia, y dada la ausencia de grandes aves depredadoras fororrácidas como ocurría en la parte sur del continente, estos sebécidos debieron ser los superdepredadores terrestres en su ecosistema. Los fósiles hallados de otras especies - grandes peces, manatíes, grandes mamíferos meridiungulados ramoneadores como Granastrapotherium y Huilatherium, y algunos pastadores como Pericotoxodon - indican que el ambiente era cálido y húmedo, con una fuerte pluviosidad y sin períodos de sequía superiores a los 3-4 meses, constituido por cuencas fluviales, selvas y algunas zonas contiguas de pastizales abiertos en donde podría cazar a una gran variedad de megafauna.
La desaparición del sistema de grandes ríos del sistema lacustre amazónico y la paulatina elevación de la cordillera de los Andes causaron grandes cambios ecológicos en Suramérica a mediados del Mioceno. Los últimos sebécidos, como Langstonia y Barinasuchus, como superdepredadores de sus ambientes, debieron ser particularmente susceptibles a los cambios ecológicos en los que desaparecieron otros linajes, particularmente de mamíferos ungulados (como los grupos Astrapotheria, Leontiniidae, Adianthidae y Notohippidae), llevando así a su extinción a los últimos crocodilomorfos notosuquios del mundo.

## Filogenia
Langstonia es considerado como parte de Sebecosuchia, el linaje de crocodilomorfos terrestres zifodontes que forma parte de un linaje propio del antiguo continente meridional de Gondwana. Como se ha señalado antes, esta especie antes formaba parte del género Sebecus y los análisis filogenéticos han mostrado consistentemente que forma un clado dentro de Sebecidae junto a S. icaeorhinus y a Zulmasuchus, apartado de Barinasuchus y Bretesuchus. Cladograma basado en Pol y Powell, 2011:
|  | Chimaerasuchus |
|  |                |
|  | Sphagesaurus   |
|  |                |

|  | Pabwehshi       |
|  |                 |
|  | Stratiotosuchus |
|  |                 |

|  | Baurusuchus pachecoi     |
|  |                          |
|  | Baurusuchus salgadoensis |
|  |                          |

|  | Pabwehshi       |
|  |                 |
|  | Stratiotosuchus |
|  |                 |

|  | Baurusuchus pachecoi     |
|  |                          |
|  | Baurusuchus salgadoensis |
|  |                          |

|  | Ayllusuchus |
|  |             |
|  | Bretesuchus |
|  |             |

|  | Forma de la Lumbrera |
|  |                      |
|  | Langstonia           |
|  |                      |
|  | Sebecus              |
|  |                      |
|  | Zulmasuchus          |
|  |                      |

|  | Ayllusuchus |
|  |             |
|  | Bretesuchus |
|  |             |

|  | Forma de la Lumbrera |
|  |                      |
|  | Langstonia           |
|  |                      |
|  | Sebecus              |
|  |                      |
|  | Zulmasuchus          |
|  |                      |

|  | Ayllusuchus |
|  |             |
|  | Bretesuchus |
|  |             |

|  | Forma de la Lumbrera |
|  |                      |
|  | Langstonia           |
|  |                      |
|  | Sebecus              |
|  |                      |
|  | Zulmasuchus          |
|  |                      |

|  | Ayllusuchus |
|  |             |
|  | Bretesuchus |
|  |             |

|  | Forma de la Lumbrera |
|  |                      |
|  | Langstonia           |
|  |                      |
|  | Sebecus              |
|  |                      |
|  | Zulmasuchus          |
|  |                      |

|  | Ayllusuchus |
|  |             |
|  | Bretesuchus |
|  |             |

|  | Forma de la Lumbrera |
|  |                      |
|  | Langstonia           |
|  |                      |
|  | Sebecus              |
|  |                      |
|  | Zulmasuchus          |
|  |                      |

|  | Ayllusuchus |
|  |             |
|  | Bretesuchus |
|  |             |

|  | Forma de la Lumbrera |
|  |                      |
|  | Langstonia           |
|  |                      |
|  | Sebecus              |
|  |                      |
|  | Zulmasuchus          |
|  |                      |

|  | Ayllusuchus |
|  |             |
|  | Bretesuchus |
|  |             |

|  | Forma de la Lumbrera |
|  |                      |
|  | Langstonia           |
|  |                      |
|  | Sebecus              |
|  |                      |
|  | Zulmasuchus          |
|  |                      |

|  | Ayllusuchus |
|  |             |
|  | Bretesuchus |
|  |             |

|  | Forma de la Lumbrera |
|  |                      |
|  | Langstonia           |
|  |                      |
|  | Sebecus              |
|  |                      |
|  | Zulmasuchus          |
|  |                      |

|  | Ayllusuchus |
|  |             |
|  | Bretesuchus |
|  |             |

|  | Forma de la Lumbrera |
|  |                      |
|  | Langstonia           |
|  |                      |
|  | Sebecus              |
|  |                      |
|  | Zulmasuchus          |
|  |                      |

|  | Ayllusuchus |
|  |             |
|  | Bretesuchus |
|  |             |

|  | Forma de la Lumbrera |
|  |                      |
|  | Langstonia           |
|  |                      |
|  | Sebecus              |
|  |                      |
|  | Zulmasuchus          |
|  |                      |

|  | Ayllusuchus |
|  |             |
|  | Bretesuchus |
|  |             |

|  | Forma de la Lumbrera |
|  |                      |
|  | Langstonia           |
|  |                      |
|  | Sebecus              |
|  |                      |
|  | Zulmasuchus          |
|  |                      |

|  | Ayllusuchus |
|  |             |
|  | Bretesuchus |
|  |             |

|  | Forma de la Lumbrera |
|  |                      |
|  | Langstonia           |
|  |                      |
|  | Sebecus              |
|  |                      |
|  | Zulmasuchus          |
|  |                      |

|  | Ayllusuchus |
|  |             |
|  | Bretesuchus |
|  |             |

|  | Forma de la Lumbrera |
|  |                      |
|  | Langstonia           |
|  |                      |
|  | Sebecus              |
|  |                      |
|  | Zulmasuchus          |
|  |                      |

|  | Ayllusuchus |
|  |             |
|  | Bretesuchus |
|  |             |

|  | Forma de la Lumbrera |
|  |                      |
|  | Langstonia           |
|  |                      |
|  | Sebecus              |
|  |                      |
|  | Zulmasuchus          |
|  |                      |

|  | Ayllusuchus |
|  |             |
|  | Bretesuchus |
|  |             |

|  | Forma de la Lumbrera |
|  |                      |
|  | Langstonia           |
|  |                      |
|  | Sebecus              |
|  |                      |
|  | Zulmasuchus          |
|  |                      |

|  | Ayllusuchus |
|  |             |
|  | Bretesuchus |
|  |             |

|  | Forma de la Lumbrera |
|  |                      |
|  | Langstonia           |
|  |                      |
|  | Sebecus              |
|  |                      |
|  | Zulmasuchus          |
|  |                      |

|  | Pabwehshi       |
|  |                 |
|  | Stratiotosuchus |
|  |                 |

|  | Baurusuchus pachecoi     |
|  |                          |
|  | Baurusuchus salgadoensis |
|  |                          |

|  | Pabwehshi       |
|  |                 |
|  | Stratiotosuchus |
|  |                 |

|  | Baurusuchus pachecoi     |
|  |                          |
|  | Baurusuchus salgadoensis |
|  |                          |

|  | Ayllusuchus |
|  |             |
|  | Bretesuchus |
|  |             |

|  | Forma de la Lumbrera |
|  |                      |
|  | Langstonia           |
|  |                      |
|  | Sebecus              |
|  |                      |
|  | Zulmasuchus          |
|  |                      |

|  | Ayllusuchus |
|  |             |
|  | Bretesuchus |
|  |             |

|  | Forma de la Lumbrera |
|  |                      |
|  | Langstonia           |
|  |                      |
|  | Sebecus              |
|  |                      |
|  | Zulmasuchus          |
|  |                      |

|  | Ayllusuchus |
|  |             |
|  | Bretesuchus |
|  |             |

|  | Forma de la Lumbrera |
|  |                      |
|  | Langstonia           |
|  |                      |
|  | Sebecus              |
|  |                      |
|  | Zulmasuchus          |
|  |                      |

|  | Ayllusuchus |
|  |             |
|  | Bretesuchus |
|  |             |

|  | Forma de la Lumbrera |
|  |                      |
|  | Langstonia           |
|  |                      |
|  | Sebecus              |
|  |                      |
|  | Zulmasuchus          |
|  |                      |

|  | Ayllusuchus |
|  |             |
|  | Bretesuchus |
|  |             |

|  | Forma de la Lumbrera |
|  |                      |
|  | Langstonia           |
|  |                      |
|  | Sebecus              |
|  |                      |
|  | Zulmasuchus          |
|  |                      |

|  | Ayllusuchus |
|  |             |
|  | Bretesuchus |
|  |             |

|  | Forma de la Lumbrera |
|  |                      |
|  | Langstonia           |
|  |                      |
|  | Sebecus              |
|  |                      |
|  | Zulmasuchus          |
|  |                      |

|  | Ayllusuchus |
|  |             |
|  | Bretesuchus |
|  |             |

|  | Forma de la Lumbrera |
|  |                      |
|  | Langstonia           |
|  |                      |
|  | Sebecus              |
|  |                      |
|  | Zulmasuchus          |
|  |                      |

|  | Ayllusuchus |
|  |             |
|  | Bretesuchus |
|  |             |

|  | Forma de la Lumbrera |
|  |                      |
|  | Langstonia           |
|  |                      |
|  | Sebecus              |
|  |                      |
|  | Zulmasuchus          |
|  |                      |

|  | Ayllusuchus |
|  |             |
|  | Bretesuchus |
|  |             |

|  | Forma de la Lumbrera |
|  |                      |
|  | Langstonia           |
|  |                      |
|  | Sebecus              |
|  |                      |
|  | Zulmasuchus          |
|  |                      |

|  | Ayllusuchus |
|  |             |
|  | Bretesuchus |
|  |             |

|  | Forma de la Lumbrera |
|  |                      |
|  | Langstonia           |
|  |                      |
|  | Sebecus              |
|  |                      |
|  | Zulmasuchus          |
|  |                      |

|  | Ayllusuchus |
|  |             |
|  | Bretesuchus |
|  |             |

|  | Forma de la Lumbrera |
|  |                      |
|  | Langstonia           |
|  |                      |
|  | Sebecus              |
|  |                      |
|  | Zulmasuchus          |
|  |                      |

|  | Ayllusuchus |
|  |             |
|  | Bretesuchus |
|  |             |

|  | Forma de la Lumbrera |
|  |                      |
|  | Langstonia           |
|  |                      |
|  | Sebecus              |
|  |                      |
|  | Zulmasuchus          |
|  |                      |

|  | Ayllusuchus |
|  |             |
|  | Bretesuchus |
|  |             |

|  | Forma de la Lumbrera |
|  |                      |
|  | Langstonia           |
|  |                      |
|  | Sebecus              |
|  |                      |
|  | Zulmasuchus          |
|  |                      |

|  | Ayllusuchus |
|  |             |
|  | Bretesuchus |
|  |             |

|  | Forma de la Lumbrera |
|  |                      |
|  | Langstonia           |
|  |                      |
|  | Sebecus              |
|  |                      |
|  | Zulmasuchus          |
|  |                      |

|  | Ayllusuchus |
|  |             |
|  | Bretesuchus |
|  |             |

|  | Forma de la Lumbrera |
|  |                      |
|  | Langstonia           |
|  |                      |
|  | Sebecus              |
|  |                      |
|  | Zulmasuchus          |
|  |                      |

|  | Ayllusuchus |
|  |             |
|  | Bretesuchus |
|  |             |

|  | Forma de la Lumbrera |
|  |                      |
|  | Langstonia           |
|  |                      |
|  | Sebecus              |
|  |                      |
|  | Zulmasuchus          |
|  |                      |

|  | Pabwehshi       |
|  |                 |
|  | Stratiotosuchus |
|  |                 |

|  | Baurusuchus pachecoi     |
|  |                          |
|  | Baurusuchus salgadoensis |
|  |                          |

|  | Pabwehshi       |
|  |                 |
|  | Stratiotosuchus |
|  |                 |

|  | Baurusuchus pachecoi     |
|  |                          |
|  | Baurusuchus salgadoensis |
|  |                          |

|  | Ayllusuchus |
|  |             |
|  | Bretesuchus |
|  |             |

|  | Forma de la Lumbrera |
|  |                      |
|  | Langstonia           |
|  |                      |
|  | Sebecus              |
|  |                      |
|  | Zulmasuchus          |
|  |                      |

|  | Ayllusuchus |
|  |             |
|  | Bretesuchus |
|  |             |

|  | Forma de la Lumbrera |
|  |                      |
|  | Langstonia           |
|  |                      |
|  | Sebecus              |
|  |                      |
|  | Zulmasuchus          |
|  |                      |

|  | Ayllusuchus |
|  |             |
|  | Bretesuchus |
|  |             |

|  | Forma de la Lumbrera |
|  |                      |
|  | Langstonia           |
|  |                      |
|  | Sebecus              |
|  |                      |
|  | Zulmasuchus          |
|  |                      |

|  | Ayllusuchus |
|  |             |
|  | Bretesuchus |
|  |             |

|  | Forma de la Lumbrera |
|  |                      |
|  | Langstonia           |
|  |                      |
|  | Sebecus              |
|  |                      |
|  | Zulmasuchus          |
|  |                      |

|  | Ayllusuchus |
|  |             |
|  | Bretesuchus |
|  |             |

|  | Forma de la Lumbrera |
|  |                      |
|  | Langstonia           |
|  |                      |
|  | Sebecus              |
|  |                      |
|  | Zulmasuchus          |
|  |                      |

|  | Ayllusuchus |
|  |             |
|  | Bretesuchus |
|  |             |

|  | Forma de la Lumbrera |
|  |                      |
|  | Langstonia           |
|  |                      |
|  | Sebecus              |
|  |                      |
|  | Zulmasuchus          |
|  |                      |

|  | Ayllusuchus |
|  |             |
|  | Bretesuchus |
|  |             |

|  | Forma de la Lumbrera |
|  |                      |
|  | Langstonia           |
|  |                      |
|  | Sebecus              |
|  |                      |
|  | Zulmasuchus          |
|  |                      |

|  | Ayllusuchus |
|  |             |
|  | Bretesuchus |
|  |             |

|  | Forma de la Lumbrera |
|  |                      |
|  | Langstonia           |
|  |                      |
|  | Sebecus              |
|  |                      |
|  | Zulmasuchus          |
|  |                      |

|  | Ayllusuchus |
|  |             |
|  | Bretesuchus |
|  |             |

|  | Forma de la Lumbrera |
|  |                      |
|  | Langstonia           |
|  |                      |
|  | Sebecus              |
|  |                      |
|  | Zulmasuchus          |
|  |                      |

|  | Ayllusuchus |
|  |             |
|  | Bretesuchus |
|  |             |

|  | Forma de la Lumbrera |
|  |                      |
|  | Langstonia           |
|  |                      |
|  | Sebecus              |
|  |                      |
|  | Zulmasuchus          |
|  |                      |

|  | Ayllusuchus |
|  |             |
|  | Bretesuchus |
|  |             |

|  | Forma de la Lumbrera |
|  |                      |
|  | Langstonia           |
|  |                      |
|  | Sebecus              |
|  |                      |
|  | Zulmasuchus          |
|  |                      |

|  | Ayllusuchus |
|  |             |
|  | Bretesuchus |
|  |             |

|  | Forma de la Lumbrera |
|  |                      |
|  | Langstonia           |
|  |                      |
|  | Sebecus              |
|  |                      |
|  | Zulmasuchus          |
|  |                      |

|  | Ayllusuchus |
|  |             |
|  | Bretesuchus |
|  |             |

|  | Forma de la Lumbrera |
|  |                      |
|  | Langstonia           |
|  |                      |
|  | Sebecus              |
|  |                      |
|  | Zulmasuchus          |
|  |                      |

|  | Ayllusuchus |
|  |             |
|  | Bretesuchus |
|  |             |

|  | Forma de la Lumbrera |
|  |                      |
|  | Langstonia           |
|  |                      |
|  | Sebecus              |
|  |                      |
|  | Zulmasuchus          |
|  |                      |

|  | Ayllusuchus |
|  |             |
|  | Bretesuchus |
|  |             |

|  | Forma de la Lumbrera |
|  |                      |
|  | Langstonia           |
|  |                      |
|  | Sebecus              |
|  |                      |
|  | Zulmasuchus          |
|  |                      |

|  | Ayllusuchus |
|  |             |
|  | Bretesuchus |
|  |             |

|  | Forma de la Lumbrera |
|  |                      |
|  | Langstonia           |
|  |                      |
|  | Sebecus              |
|  |                      |
|  | Zulmasuchus          |
|  |                      |

|  | Pabwehshi       |
|  |                 |
|  | Stratiotosuchus |
|  |                 |

|  | Baurusuchus pachecoi     |
|  |                          |
|  | Baurusuchus salgadoensis |
|  |                          |

|  | Pabwehshi       |
|  |                 |
|  | Stratiotosuchus |
|  |                 |

|  | Baurusuchus pachecoi     |
|  |                          |
|  | Baurusuchus salgadoensis |
|  |                          |

|  | Ayllusuchus |
|  |             |
|  | Bretesuchus |
|  |             |

|  | Forma de la Lumbrera |
|  |                      |
|  | Langstonia           |
|  |                      |
|  | Sebecus              |
|  |                      |
|  | Zulmasuchus          |
|  |                      |

|  | Ayllusuchus |
|  |             |
|  | Bretesuchus |
|  |             |

|  | Forma de la Lumbrera |
|  |                      |
|  | Langstonia           |
|  |                      |
|  | Sebecus              |
|  |                      |
|  | Zulmasuchus          |
|  |                      |

|  | Ayllusuchus |
|  |             |
|  | Bretesuchus |
|  |             |

|  | Forma de la Lumbrera |
|  |                      |
|  | Langstonia           |
|  |                      |
|  | Sebecus              |
|  |                      |
|  | Zulmasuchus          |
|  |                      |

|  | Ayllusuchus |
|  |             |
|  | Bretesuchus |
|  |             |

|  | Forma de la Lumbrera |
|  |                      |
|  | Langstonia           |
|  |                      |
|  | Sebecus              |
|  |                      |
|  | Zulmasuchus          |
|  |                      |

|  | Ayllusuchus |
|  |             |
|  | Bretesuchus |
|  |             |

|  | Forma de la Lumbrera |
|  |                      |
|  | Langstonia           |
|  |                      |
|  | Sebecus              |
|  |                      |
|  | Zulmasuchus          |
|  |                      |

|  | Ayllusuchus |
|  |             |
|  | Bretesuchus |
|  |             |

|  | Forma de la Lumbrera |
|  |                      |
|  | Langstonia           |
|  |                      |
|  | Sebecus              |
|  |                      |
|  | Zulmasuchus          |
|  |                      |

|  | Ayllusuchus |
|  |             |
|  | Bretesuchus |
|  |             |

|  | Forma de la Lumbrera |
|  |                      |
|  | Langstonia           |
|  |                      |
|  | Sebecus              |
|  |                      |
|  | Zulmasuchus          |
|  |                      |

|  | Ayllusuchus |
|  |             |
|  | Bretesuchus |
|  |             |

|  | Forma de la Lumbrera |
|  |                      |
|  | Langstonia           |
|  |                      |
|  | Sebecus              |
|  |                      |
|  | Zulmasuchus          |
|  |                      |

|  | Ayllusuchus |
|  |             |
|  | Bretesuchus |
|  |             |

|  | Forma de la Lumbrera |
|  |                      |
|  | Langstonia           |
|  |                      |
|  | Sebecus              |
|  |                      |
|  | Zulmasuchus          |
|  |                      |

|  | Ayllusuchus |
|  |             |
|  | Bretesuchus |
|  |             |

|  | Forma de la Lumbrera |
|  |                      |
|  | Langstonia           |
|  |                      |
|  | Sebecus              |
|  |                      |
|  | Zulmasuchus          |
|  |                      |

|  | Ayllusuchus |
|  |             |
|  | Bretesuchus |
|  |             |

|  | Forma de la Lumbrera |
|  |                      |
|  | Langstonia           |
|  |                      |
|  | Sebecus              |
|  |                      |
|  | Zulmasuchus          |
|  |                      |

|  | Ayllusuchus |
|  |             |
|  | Bretesuchus |
|  |             |

|  | Forma de la Lumbrera |
|  |                      |
|  | Langstonia           |
|  |                      |
|  | Sebecus              |
|  |                      |
|  | Zulmasuchus          |
|  |                      |

|  | Ayllusuchus |
|  |             |
|  | Bretesuchus |
|  |             |

|  | Forma de la Lumbrera |
|  |                      |
|  | Langstonia           |
|  |                      |
|  | Sebecus              |
|  |                      |
|  | Zulmasuchus          |
|  |                      |

|  | Ayllusuchus |
|  |             |
|  | Bretesuchus |
|  |             |

|  | Forma de la Lumbrera |
|  |                      |
|  | Langstonia           |
|  |                      |
|  | Sebecus              |
|  |                      |
|  | Zulmasuchus          |
|  |                      |

|  | Ayllusuchus |
|  |             |
|  | Bretesuchus |
|  |             |

|  | Forma de la Lumbrera |
|  |                      |
|  | Langstonia           |
|  |                      |
|  | Sebecus              |
|  |                      |
|  | Zulmasuchus          |
|  |                      |

|  | Ayllusuchus |
|  |             |
|  | Bretesuchus |
|  |             |

|  | Forma de la Lumbrera |
|  |                      |
|  | Langstonia           |
|  |                      |
|  | Sebecus              |
|  |                      |
|  | Zulmasuchus          |
|  |                      |

|  | Chimaerasuchus |
|  |                |
|  | Sphagesaurus   |
|  |                |

|  | Pabwehshi       |
|  |                 |
|  | Stratiotosuchus |
|  |                 |

|  | Baurusuchus pachecoi     |
|  |                          |
|  | Baurusuchus salgadoensis |
|  |                          |

|  | Pabwehshi       |
|  |                 |
|  | Stratiotosuchus |
|  |                 |

|  | Baurusuchus pachecoi     |
|  |                          |
|  | Baurusuchus salgadoensis |
|  |                          |

|  | Ayllusuchus |
|  |             |
|  | Bretesuchus |
|  |             |

|  | Forma de la Lumbrera |
|  |                      |
|  | Langstonia           |
|  |                      |
|  | Sebecus              |
|  |                      |
|  | Zulmasuchus          |
|  |                      |

|  | Ayllusuchus |
|  |             |
|  | Bretesuchus |
|  |             |

|  | Forma de la Lumbrera |
|  |                      |
|  | Langstonia           |
|  |                      |
|  | Sebecus              |
|  |                      |
|  | Zulmasuchus          |
|  |                      |

|  | Ayllusuchus |
|  |             |
|  | Bretesuchus |
|  |             |

|  | Forma de la Lumbrera |
|  |                      |
|  | Langstonia           |
|  |                      |
|  | Sebecus              |
|  |                      |
|  | Zulmasuchus          |
|  |                      |

|  | Ayllusuchus |
|  |             |
|  | Bretesuchus |
|  |             |

|  | Forma de la Lumbrera |
|  |                      |
|  | Langstonia           |
|  |                      |
|  | Sebecus              |
|  |                      |
|  | Zulmasuchus          |
|  |                      |

|  | Ayllusuchus |
|  |             |
|  | Bretesuchus |
|  |             |

|  | Forma de la Lumbrera |
|  |                      |
|  | Langstonia           |
|  |                      |
|  | Sebecus              |
|  |                      |
|  | Zulmasuchus          |
|  |                      |

|  | Ayllusuchus |
|  |             |
|  | Bretesuchus |
|  |             |

|  | Forma de la Lumbrera |
|  |                      |
|  | Langstonia           |
|  |                      |
|  | Sebecus              |
|  |                      |
|  | Zulmasuchus          |
|  |                      |

|  | Ayllusuchus |
|  |             |
|  | Bretesuchus |
|  |             |

|  | Forma de la Lumbrera |
|  |                      |
|  | Langstonia           |
|  |                      |
|  | Sebecus              |
|  |                      |
|  | Zulmasuchus          |
|  |                      |

|  | Ayllusuchus |
|  |             |
|  | Bretesuchus |
|  |             |

|  | Forma de la Lumbrera |
|  |                      |
|  | Langstonia           |
|  |                      |
|  | Sebecus              |
|  |                      |
|  | Zulmasuchus          |
|  |                      |

|  | Ayllusuchus |
|  |             |
|  | Bretesuchus |
|  |             |

|  | Forma de la Lumbrera |
|  |                      |
|  | Langstonia           |
|  |                      |
|  | Sebecus              |
|  |                      |
|  | Zulmasuchus          |
|  |                      |

|  | Ayllusuchus |
|  |             |
|  | Bretesuchus |
|  |             |

|  | Forma de la Lumbrera |
|  |                      |
|  | Langstonia           |
|  |                      |
|  | Sebecus              |
|  |                      |
|  | Zulmasuchus          |
|  |                      |

|  | Ayllusuchus |
|  |             |
|  | Bretesuchus |
|  |             |

|  | Forma de la Lumbrera |
|  |                      |
|  | Langstonia           |
|  |                      |
|  | Sebecus              |
|  |                      |
|  | Zulmasuchus          |
|  |                      |

|  | Ayllusuchus |
|  |             |
|  | Bretesuchus |
|  |             |

|  | Forma de la Lumbrera |
|  |                      |
|  | Langstonia           |
|  |                      |
|  | Sebecus              |
|  |                      |
|  | Zulmasuchus          |
|  |                      |

|  | Ayllusuchus |
|  |             |
|  | Bretesuchus |
|  |             |

|  | Forma de la Lumbrera |
|  |                      |
|  | Langstonia           |
|  |                      |
|  | Sebecus              |
|  |                      |
|  | Zulmasuchus          |
|  |                      |

|  | Ayllusuchus |
|  |             |
|  | Bretesuchus |
|  |             |

|  | Forma de la Lumbrera |
|  |                      |
|  | Langstonia           |
|  |                      |
|  | Sebecus              |
|  |                      |
|  | Zulmasuchus          |
|  |                      |

|  | Ayllusuchus |
|  |             |
|  | Bretesuchus |
|  |             |

|  | Forma de la Lumbrera |
|  |                      |
|  | Langstonia           |
|  |                      |
|  | Sebecus              |
|  |                      |
|  | Zulmasuchus          |
|  |                      |

|  | Ayllusuchus |
|  |             |
|  | Bretesuchus |
|  |             |

|  | Forma de la Lumbrera |
|  |                      |
|  | Langstonia           |
|  |                      |
|  | Sebecus              |
|  |                      |
|  | Zulmasuchus          |
|  |                      |

|  | Pabwehshi       |
|  |                 |
|  | Stratiotosuchus |
|  |                 |

|  | Baurusuchus pachecoi     |
|  |                          |
|  | Baurusuchus salgadoensis |
|  |                          |

|  | Pabwehshi       |
|  |                 |
|  | Stratiotosuchus |
|  |                 |

|  | Baurusuchus pachecoi     |
|  |                          |
|  | Baurusuchus salgadoensis |
|  |                          |

|  | Ayllusuchus |
|  |             |
|  | Bretesuchus |
|  |             |

|  | Forma de la Lumbrera |
|  |                      |
|  | Langstonia           |
|  |                      |
|  | Sebecus              |
|  |                      |
|  | Zulmasuchus          |
|  |                      |

|  | Ayllusuchus |
|  |             |
|  | Bretesuchus |
|  |             |

|  | Forma de la Lumbrera |
|  |                      |
|  | Langstonia           |
|  |                      |
|  | Sebecus              |
|  |                      |
|  | Zulmasuchus          |
|  |                      |

|  | Ayllusuchus |
|  |             |
|  | Bretesuchus |
|  |             |

|  | Forma de la Lumbrera |
|  |                      |
|  | Langstonia           |
|  |                      |
|  | Sebecus              |
|  |                      |
|  | Zulmasuchus          |
|  |                      |

|  | Ayllusuchus |
|  |             |
|  | Bretesuchus |
|  |             |

|  | Forma de la Lumbrera |
|  |                      |
|  | Langstonia           |
|  |                      |
|  | Sebecus              |
|  |                      |
|  | Zulmasuchus          |
|  |                      |

|  | Ayllusuchus |
|  |             |
|  | Bretesuchus |
|  |             |

|  | Forma de la Lumbrera |
|  |                      |
|  | Langstonia           |
|  |                      |
|  | Sebecus              |
|  |                      |
|  | Zulmasuchus          |
|  |                      |

|  | Ayllusuchus |
|  |             |
|  | Bretesuchus |
|  |             |

|  | Forma de la Lumbrera |
|  |                      |
|  | Langstonia           |
|  |                      |
|  | Sebecus              |
|  |                      |
|  | Zulmasuchus          |
|  |                      |

|  | Ayllusuchus |
|  |             |
|  | Bretesuchus |
|  |             |

|  | Forma de la Lumbrera |
|  |                      |
|  | Langstonia           |
|  |                      |
|  | Sebecus              |
|  |                      |
|  | Zulmasuchus          |
|  |                      |

|  | Ayllusuchus |
|  |             |
|  | Bretesuchus |
|  |             |

|  | Forma de la Lumbrera |
|  |                      |
|  | Langstonia           |
|  |                      |
|  | Sebecus              |
|  |                      |
|  | Zulmasuchus          |
|  |                      |

|  | Ayllusuchus |
|  |             |
|  | Bretesuchus |
|  |             |

|  | Forma de la Lumbrera |
|  |                      |
|  | Langstonia           |
|  |                      |
|  | Sebecus              |
|  |                      |
|  | Zulmasuchus          |
|  |                      |

|  | Ayllusuchus |
|  |             |
|  | Bretesuchus |
|  |             |

|  | Forma de la Lumbrera |
|  |                      |
|  | Langstonia           |
|  |                      |
|  | Sebecus              |
|  |                      |
|  | Zulmasuchus          |
|  |                      |

|  | Ayllusuchus |
|  |             |
|  | Bretesuchus |
|  |             |

|  | Forma de la Lumbrera |
|  |                      |
|  | Langstonia           |
|  |                      |
|  | Sebecus              |
|  |                      |
|  | Zulmasuchus          |
|  |                      |

|  | Ayllusuchus |
|  |             |
|  | Bretesuchus |
|  |             |

|  | Forma de la Lumbrera |
|  |                      |
|  | Langstonia           |
|  |                      |
|  | Sebecus              |
|  |                      |
|  | Zulmasuchus          |
|  |                      |

|  | Ayllusuchus |
|  |             |
|  | Bretesuchus |
|  |             |

|  | Forma de la Lumbrera |
|  |                      |
|  | Langstonia           |
|  |                      |
|  | Sebecus              |
|  |                      |
|  | Zulmasuchus          |
|  |                      |

|  | Ayllusuchus |
|  |             |
|  | Bretesuchus |
|  |             |

|  | Forma de la Lumbrera |
|  |                      |
|  | Langstonia           |
|  |                      |
|  | Sebecus              |
|  |                      |
|  | Zulmasuchus          |
|  |                      |

|  | Ayllusuchus |
|  |             |
|  | Bretesuchus |
|  |             |

|  | Forma de la Lumbrera |
|  |                      |
|  | Langstonia           |
|  |                      |
|  | Sebecus              |
|  |                      |
|  | Zulmasuchus          |
|  |                      |

|  | Ayllusuchus |
|  |             |
|  | Bretesuchus |
|  |             |

|  | Forma de la Lumbrera |
|  |                      |
|  | Langstonia           |
|  |                      |
|  | Sebecus              |
|  |                      |
|  | Zulmasuchus          |
|  |                      |

|  | Pabwehshi       |
|  |                 |
|  | Stratiotosuchus |
|  |                 |

|  | Baurusuchus pachecoi     |
|  |                          |
|  | Baurusuchus salgadoensis |
|  |                          |

|  | Pabwehshi       |
|  |                 |
|  | Stratiotosuchus |
|  |                 |

|  | Baurusuchus pachecoi     |
|  |                          |
|  | Baurusuchus salgadoensis |
|  |                          |

|  | Ayllusuchus |
|  |             |
|  | Bretesuchus |
|  |             |

|  | Forma de la Lumbrera |
|  |                      |
|  | Langstonia           |
|  |                      |
|  | Sebecus              |
|  |                      |
|  | Zulmasuchus          |
|  |                      |

|  | Ayllusuchus |
|  |             |
|  | Bretesuchus |
|  |             |

|  | Forma de la Lumbrera |
|  |                      |
|  | Langstonia           |
|  |                      |
|  | Sebecus              |
|  |                      |
|  | Zulmasuchus          |
|  |                      |

|  | Ayllusuchus |
|  |             |
|  | Bretesuchus |
|  |             |

|  | Forma de la Lumbrera |
|  |                      |
|  | Langstonia           |
|  |                      |
|  | Sebecus              |
|  |                      |
|  | Zulmasuchus          |
|  |                      |

|  | Ayllusuchus |
|  |             |
|  | Bretesuchus |
|  |             |

|  | Forma de la Lumbrera |
|  |                      |
|  | Langstonia           |
|  |                      |
|  | Sebecus              |
|  |                      |
|  | Zulmasuchus          |
|  |                      |

|  | Ayllusuchus |
|  |             |
|  | Bretesuchus |
|  |             |

|  | Forma de la Lumbrera |
|  |                      |
|  | Langstonia           |
|  |                      |
|  | Sebecus              |
|  |                      |
|  | Zulmasuchus          |
|  |                      |

|  | Ayllusuchus |
|  |             |
|  | Bretesuchus |
|  |             |

|  | Forma de la Lumbrera |
|  |                      |
|  | Langstonia           |
|  |                      |
|  | Sebecus              |
|  |                      |
|  | Zulmasuchus          |
|  |                      |

|  | Ayllusuchus |
|  |             |
|  | Bretesuchus |
|  |             |

|  | Forma de la Lumbrera |
|  |                      |
|  | Langstonia           |
|  |                      |
|  | Sebecus              |
|  |                      |
|  | Zulmasuchus          |
|  |                      |

|  | Ayllusuchus |
|  |             |
|  | Bretesuchus |
|  |             |

|  | Forma de la Lumbrera |
|  |                      |
|  | Langstonia           |
|  |                      |
|  | Sebecus              |
|  |                      |
|  | Zulmasuchus          |
|  |                      |

|  | Ayllusuchus |
|  |             |
|  | Bretesuchus |
|  |             |

|  | Forma de la Lumbrera |
|  |                      |
|  | Langstonia           |
|  |                      |
|  | Sebecus              |
|  |                      |
|  | Zulmasuchus          |
|  |                      |

|  | Ayllusuchus |
|  |             |
|  | Bretesuchus |
|  |             |

|  | Forma de la Lumbrera |
|  |                      |
|  | Langstonia           |
|  |                      |
|  | Sebecus              |
|  |                      |
|  | Zulmasuchus          |
|  |                      |

|  | Ayllusuchus |
|  |             |
|  | Bretesuchus |
|  |             |

|  | Forma de la Lumbrera |
|  |                      |
|  | Langstonia           |
|  |                      |
|  | Sebecus              |
|  |                      |
|  | Zulmasuchus          |
|  |                      |

|  | Ayllusuchus |
|  |             |
|  | Bretesuchus |
|  |             |

|  | Forma de la Lumbrera |
|  |                      |
|  | Langstonia           |
|  |                      |
|  | Sebecus              |
|  |                      |
|  | Zulmasuchus          |
|  |                      |

|  | Ayllusuchus |
|  |             |
|  | Bretesuchus |
|  |             |

|  | Forma de la Lumbrera |
|  |                      |
|  | Langstonia           |
|  |                      |
|  | Sebecus              |
|  |                      |
|  | Zulmasuchus          |
|  |                      |

|  | Ayllusuchus |
|  |             |
|  | Bretesuchus |
|  |             |

|  | Forma de la Lumbrera |
|  |                      |
|  | Langstonia           |
|  |                      |
|  | Sebecus              |
|  |                      |
|  | Zulmasuchus          |
|  |                      |

|  | Ayllusuchus |
|  |             |
|  | Bretesuchus |
|  |             |

|  | Forma de la Lumbrera |
|  |                      |
|  | Langstonia           |
|  |                      |
|  | Sebecus              |
|  |                      |
|  | Zulmasuchus          |
|  |                      |

|  | Ayllusuchus |
|  |             |
|  | Bretesuchus |
|  |             |

|  | Forma de la Lumbrera |
|  |                      |
|  | Langstonia           |
|  |                      |
|  | Sebecus              |
|  |                      |
|  | Zulmasuchus          |
|  |                      |

|  | Pabwehshi       |
|  |                 |
|  | Stratiotosuchus |
|  |                 |

|  | Baurusuchus pachecoi     |
|  |                          |
|  | Baurusuchus salgadoensis |
|  |                          |

|  | Pabwehshi       |
|  |                 |
|  | Stratiotosuchus |
|  |                 |

|  | Baurusuchus pachecoi     |
|  |                          |
|  | Baurusuchus salgadoensis |
|  |                          |

|  | Ayllusuchus |
|  |             |
|  | Bretesuchus |
|  |             |

|  | Forma de la Lumbrera |
|  |                      |
|  | Langstonia           |
|  |                      |
|  | Sebecus              |
|  |                      |
|  | Zulmasuchus          |
|  |                      |

|  | Ayllusuchus |
|  |             |
|  | Bretesuchus |
|  |             |

|  | Forma de la Lumbrera |
|  |                      |
|  | Langstonia           |
|  |                      |
|  | Sebecus              |
|  |                      |
|  | Zulmasuchus          |
|  |                      |

|  | Ayllusuchus |
|  |             |
|  | Bretesuchus |
|  |             |

|  | Forma de la Lumbrera |
|  |                      |
|  | Langstonia           |
|  |                      |
|  | Sebecus              |
|  |                      |
|  | Zulmasuchus          |
|  |                      |

|  | Ayllusuchus |
|  |             |
|  | Bretesuchus |
|  |             |

|  | Forma de la Lumbrera |
|  |                      |
|  | Langstonia           |
|  |                      |
|  | Sebecus              |
|  |                      |
|  | Zulmasuchus          |
|  |                      |

|  | Ayllusuchus |
|  |             |
|  | Bretesuchus |
|  |             |

|  | Forma de la Lumbrera |
|  |                      |
|  | Langstonia           |
|  |                      |
|  | Sebecus              |
|  |                      |
|  | Zulmasuchus          |
|  |                      |

|  | Ayllusuchus |
|  |             |
|  | Bretesuchus |
|  |             |

|  | Forma de la Lumbrera |
|  |                      |
|  | Langstonia           |
|  |                      |
|  | Sebecus              |
|  |                      |
|  | Zulmasuchus          |
|  |                      |

|  | Ayllusuchus |
|  |             |
|  | Bretesuchus |
|  |             |

|  | Forma de la Lumbrera |
|  |                      |
|  | Langstonia           |
|  |                      |
|  | Sebecus              |
|  |                      |
|  | Zulmasuchus          |
|  |                      |

|  | Ayllusuchus |
|  |             |
|  | Bretesuchus |
|  |             |

|  | Forma de la Lumbrera |
|  |                      |
|  | Langstonia           |
|  |                      |
|  | Sebecus              |
|  |                      |
|  | Zulmasuchus          |
|  |                      |

|  | Ayllusuchus |
|  |             |
|  | Bretesuchus |
|  |             |

|  | Forma de la Lumbrera |
|  |                      |
|  | Langstonia           |
|  |                      |
|  | Sebecus              |
|  |                      |
|  | Zulmasuchus          |
|  |                      |

|  | Ayllusuchus |
|  |             |
|  | Bretesuchus |
|  |             |

|  | Forma de la Lumbrera |
|  |                      |
|  | Langstonia           |
|  |                      |
|  | Sebecus              |
|  |                      |
|  | Zulmasuchus          |
|  |                      |

|  | Ayllusuchus |
|  |             |
|  | Bretesuchus |
|  |             |

|  | Forma de la Lumbrera |
|  |                      |
|  | Langstonia           |
|  |                      |
|  | Sebecus              |
|  |                      |
|  | Zulmasuchus          |
|  |                      |

|  | Ayllusuchus |
|  |             |
|  | Bretesuchus |
|  |             |

|  | Forma de la Lumbrera |
|  |                      |
|  | Langstonia           |
|  |                      |
|  | Sebecus              |
|  |                      |
|  | Zulmasuchus          |
|  |                      |

|  | Ayllusuchus |
|  |             |
|  | Bretesuchus |
|  |             |

|  | Forma de la Lumbrera |
|  |                      |
|  | Langstonia           |
|  |                      |
|  | Sebecus              |
|  |                      |
|  | Zulmasuchus          |
|  |                      |

|  | Ayllusuchus |
|  |             |
|  | Bretesuchus |
|  |             |

|  | Forma de la Lumbrera |
|  |                      |
|  | Langstonia           |
|  |                      |
|  | Sebecus              |
|  |                      |
|  | Zulmasuchus          |
|  |                      |

|  | Ayllusuchus |
|  |             |
|  | Bretesuchus |
|  |             |

|  | Forma de la Lumbrera |
|  |                      |
|  | Langstonia           |
|  |                      |
|  | Sebecus              |
|  |                      |
|  | Zulmasuchus          |
|  |                      |

|  | Ayllusuchus |
|  |             |
|  | Bretesuchus |
|  |             |

|  | Forma de la Lumbrera |
|  |                      |
|  | Langstonia           |
|  |                      |
|  | Sebecus              |
|  |                      |
|  | Zulmasuchus          |
|  |                      |